# Владимир Вермезовић
Владимир Вермезовић (Београд, 30. јун 1963) је бивши српски фудбалер, а данас фудбалски тренер.

## Биографија
У играчкој каријери је наступао за ФК Железник (1975-77), ФК Партизан (1977-1989), шпански Спортинг Хихон (1989-90) и Саламанку (1990-91), грчки Паниониос (1991-95) и немачки Хановер (1995-96). Као играч је освојио 3 првенства Југославије (1983, 1986, 1987) и један Куп (1989).
За репрезентацију Југославије је играо два пута.
Тренерску каријеру је почео у Партизану као помоћник Никици Клинчарском у петлићима Партизана 1996. године. Од 1997. до 1999. је тренирао кадете Телеоптика, да би у периоду 1999—2000 био помоћник Благоју Пауновићу у првом тиму Телеоптика. Од 2000. до 2002. године је радио као помоћник Љубише Тумбаковића у Партизану. У сезони 2002/03. је водио први тим Телеоптика.
Вермезовић је постао први тренер Партизана 6. јануара 2004. године. У сезони 2004/05. је освојио првенство СЦГ без пораза, а те сезоне је увео црно-беле у осмину финала Купа УЕФА. Ипак у наредној 2005/06. сезони клуб је бележио слабије резултате. Након неуспеха у квалификацијама за Лигу шампиона против словачке Артмедије и шокантне елиминације у претколу Купа УЕФА од мало познате израелске Макаби Петах Тикве, поднео је оставку на место тренера почетком октобра 2005. године.
Током 2008. године је тренирао ФК Спартак Трнава, да би 2009. прешао у Јужну Африку где је тренирао ФК Кајзер чифс до 2012. године.
У мају 2012. године Вермезовић је поново постављен за тренера Партизана. У квалификацијама за Лигу шампиона 2012/13. црно-бели су испали од АЕЛ-а из Лимасола, док се преко Тромса стигло до Лиге Европе. У Купу Србије је Партизан стао већ на другом степенику пошто га је Борац савладао у Београду. У првенству је кренуло добро, Партизан је стигао до „плус 11”, а онда је кренула лоша серија. Један реми, други, затим пораз, па опет нерешено у Новом Пазару приближили су Црвену звезду на свега два бода заостатка. Након тога је Вермезовић смењен, а уместо њега је стигао Вук Рашовић.
Времезовић је 14. фебруара 2014. године именован за тренера ФК Орландо пајратс из Јужне Африке. На клупи овог клуба се задржао до децембра исте године. Вермезовић је поднео оставку после пораза од Марицбург јунајтеда (1:2), а екипу је оставио као шестопласирану на табели јужноафричког првенства.
Крајем децембра 2017. Вермезовић је постављен за новог тренера подгоричке Будућности. На клупи Будућности се задржао до маја 2018. када је добио отказ због лоших резултата. Током пролећног дела шампионата 2017/18, Будућност није остварила ниједан тријумф на домаћем терену (шест ремија и пораз). У гостима је било нешто боље (по три победе и нерешена резултата, уз пораз од Сутјеске), али недовољно добро за амбиције Будућности. Клуб је такође елиминисан у полуфиналу Купа од екипе Младости.